# Eddie Hassell
Eddie Hassell, född 16 juli 1990 i Corsicana i Texas, död 1 november 2020 i Grand Prairie i Texas, var en amerikansk skådespelare.

## Biografi
Hassell föddes och växte upp i Corsicana i Texas. Han blev tidigt intresserade av rodeo. Då han senare flyttat till Los Angeles blev han intresserad av skateboarding, en färdighet han fick nytta av i reklamfilmer. Han spelade Phil Nance i tio avsnitt av tv-serien Surface, för vilken han nominerades till Young Artist Award 2006.
År 2010 spelade han Clay i The Kids Are All Right. I filmen Jobs från 2013 spelade han den unga Chris Espinosa.

## Död
Hassell avled den 1 november 2020 i Grand Prairie i Texas, efter att ha blivit skjuten i magen i samband med en bilkapning.

## Filmografi

### TV-serier
- 2004: Oliver Beene (1 avsnitt)
- 2005–2006: Surface (10 avsnitt) [5]
- 2006–2007: 'Til Death (2 avsnitt)
- 2013: Devious Maids (5 avsnitt)
- 2015: Longmire (avsnitt 4x02)

### Filmer
- 2009: 2012[3][4]
- 2010: The Kids Are All Right[5]
- 2011: The Family Tree
- 2013: Jobs
- 2013: Family Weekend
- 2013: House of Dust
- 2016: Warrior Road
- 2017: Bomb City
- 2017: Oh Lucy!